# Plejad-Klasse (1905)
Die Plejad-Klasse war eine Klasse von siebzehn Torpedobooten 1. Klasse der schwedischen Marine, die von 1905 bis 1910 gebaut wurden.  1928/29 wurden die Boote modernisiert (das Typschiff Plejad bereits 1926) und zu Patrouillenbooten („Vedettbåt“) umklassifiziert; die Torpedorohre wurden entfernt.  Die Plejad wurde in Frankreich gebaut, die übrigen Boote auf verschiedenen schwedischen Werften. 

## Technische Daten
Die Boote waren 40,2 m lang (39 m in der Wasserlinie), 4,40 m breit und hatten 2,60–2,70 m Tiefgang. Sie verdrängten 97 t (standard) und bis zu 120 t (maximal). Sie wurden durch eine Dreifach-Expansions-Dampfmaschine mit 2000 PS, zwei Kessel und eine Schraube angetrieben und erreichten eine Höchstgeschwindigkeit von 26 Knoten. Der Kohlevorrat betrug 17 Tonnen. Die Boote waren mit zwei einzelnen 45,7-cm-Torpedorohren (eins fest im Bug, eins schwenkbar auf dem Achterdeck) und zwei 37-mm-Kanonen bewaffnet. Bei der Modernisierung 1926/28 erhielten sie zwei 57-mm-Kanonen und die Torpedorohre wurden entfernt. Die Besatzung zählte 25 Mann.
Acht der Boote waren noch bis 1947 in Dienst.

## Einheiten der Klasse
| Name (Bei Indienststellung) | Name (Als Patrouillenboot) | Bauwerft                | Stapellauf         | In Dienst bis | Anmerkung    |
| --------------------------- | -------------------------- | ----------------------- | ------------------ | ------------- | ------------ |
| Plejad                      | V38                        | Normand, Le Havre       | 19. Juni 1905      | 1930          | ausgemustert |
| Iris                        | V39                        | Götaverken, Göteborg    | 31. Oktober 1908   | Juni 1947     | ausgemustert |
| Thetis                      | V40                        | Götaverken, Göteborg    | 19. September 1908 | Juni 1947     | ausgemustert |
| Spica                       | V41                        | Finnboda, Stockholm     | 22. Oktober 1908   | Juni 1947     | ausgemustert |
| Astrea                      | V42                        | Götaverken, Göteborg    | 1. Oktober 1908    | Juni 1947     | ausgemustert |
| Antares                     | V43                        | Götaverken, Göteborg    | 11. Juni 1909      | Juni 1947     | ausgemustert |
| Arcturus                    | V44                        | Götaverken, Göteborg    | 26. Juli 1909      | Oktober 1940  | ausgemustert |
| Altair                      | V45                        | Finnboda, Stockholm     | 5. Juni 1909       | Juni 1947     | ausgemustert |
| Argo                        | V46                        | Finnboda, Stockholm     | 19. September 1909 | Oktober 1940  | ausgemustert |
| Polaris                     | V47                        | Finnboda, Stockholm     | 1. Dezember 1909   | Juni 1947     | ausgemustert |
| Perseus                     | V48                        | Finnboda, Stockholm     | 6. April 1910      | Juni 1947     | ausgemustert |
| Regulus                     | V49                        | Finnboda, Stockholm     | 20. Mai 1910       | 1944          | ausgemustert |
| Rigel                       | V50                        | Finnboda, Stockholm     | 10. Juni 1910      | 1944          | ausgemustert |
| Castor                      | V51                        | Örlogsvarvet Karlskrona | 24. April 1909     | Oktober 1940  | ausgemustert |
| Pollux                      | V52                        | Örlogsvarvet Karlskrona | 3. Mai 1909        | Oktober 1940  | ausgemustert |
| Vega                        | V53                        | Örlogsvarvet Karlskrona | 17. November 1910  | Dezember 1941 | ausgemustert |
| Vesta                       | V54                        | Örlogsvarvet Karlskrona | 24. November 1910  | Dezember 1941 | ausgemustert |